# بیرت آسومبالونگا
بیرت آسومبالونگا (انگلیسی: Britt Assombalonga؛ زادهٔ ۶ دسامبر ۱۹۹۲) بازیکن فوتبال اهل جمهوری دموکراتیک کنگو است.
از باشگاه‌هایی که در آن بازی کرده‌است می‌توان به باشگاه فوتبال ناتینگهام فارست، باشگاه فوتبال پیتربورو یونایتد، باشگاه فوتبال ویلدستون، باشگاه فوتبال ساوتند یونایتد، باشگاه فوتبال براینتری تاون، و باشگاه فوتبال واتفورد اشاره کرد.
وی همچنین در تیم ملی فوتبال جمهوری کنگو بازی کرده‌است.